# 蘆竹機廠
25°05′02″N 121°16′07″E / 25.084013°N 121.268703°E
蘆竹機廠是桃園捷運機場線的一座三級駐車維修機廠，位於桃園市蘆竹區山菓路345號，南崁溪北側。土地使用類型為非都市土地，設置的主要用途為提供路網營運及維修服務，總面積約24.5公頃。也是桃園市政府警察局捷運警察隊隊部所在地。

## 簡介

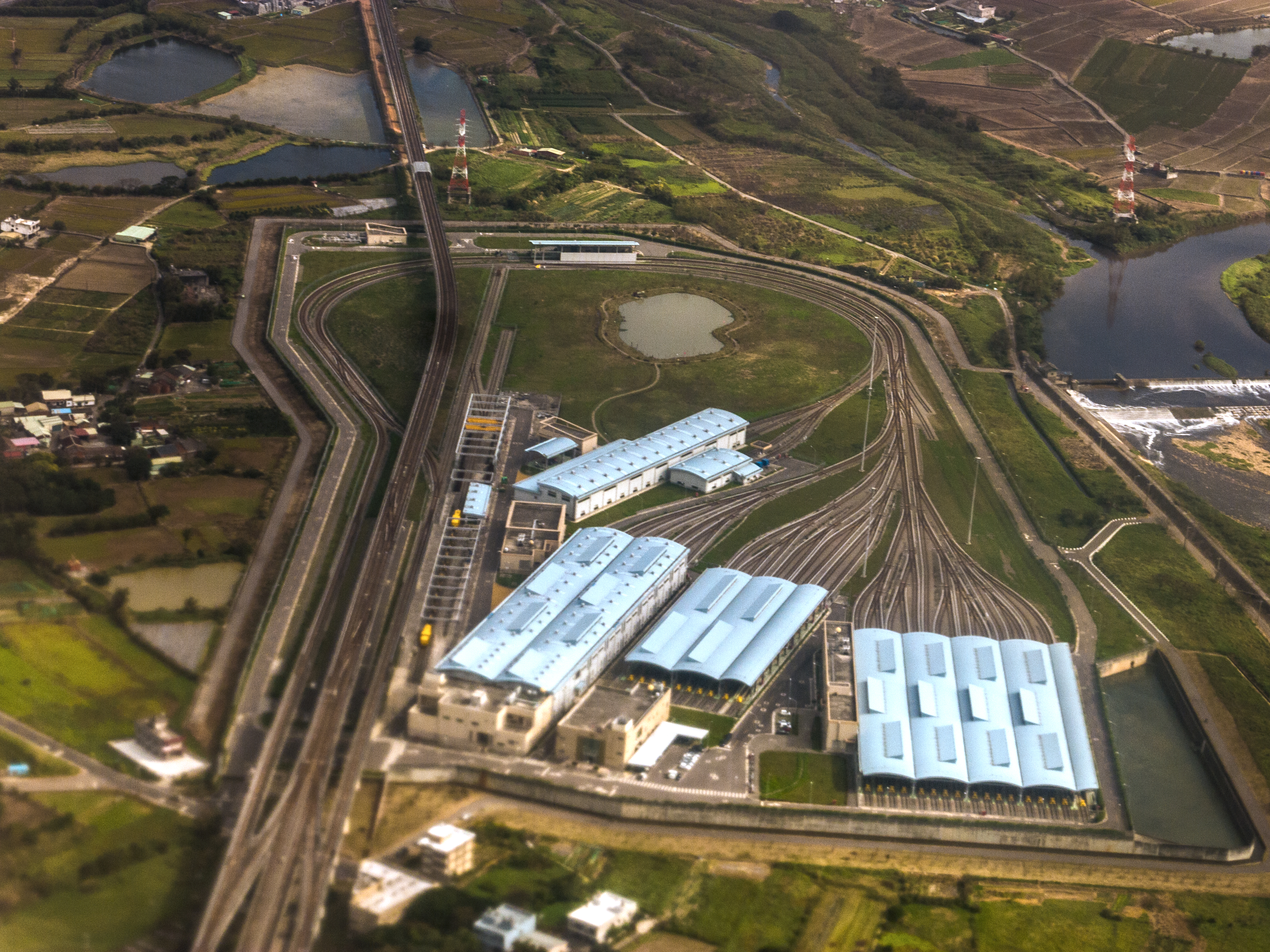
蘆竹機廠鳥瞰圖

機廠的地點位於山鼻站與坑口站之間，鄰近坑口站，機廠原先設計為24.8公頃，且在基地內有兩座水塘，但因為靠近東側的水塘在未依水利法辦妥廢溜前，不得廢除使用，因此將廠址南側臨溪畔土地徵收，避開水塘，也因此面積略為減少。機廠內有設置駐車廠、維修工廠、電聯車清洗廠、污水處理廠等，並且規劃約0.9公頃之水利用地及約7公頃之保育區等。

## 車輛配置
- 直達車：5輛編組x17列共85輛，其中11列已投入營運，6列未交車（編組號碼：201～217）
  - 主要用於機場線直達車。

## 外部連結
- 高速鐵路工程局捷運工程處機場捷運計畫概述